# Chris Bould
Pour les articles homonymes, voir Bould.
Chris Bould est un réalisateur, producteur et scénariste britannique, né le 28 février 1953 à Morecambe (Royaume-Uni).

## Filmographie

### comme réalisateur
- 2001 : Gabriel & Me
- 1991 : Sean Hughes Live (vidéo)
- 1992 : Bill Hicks: Relentless (vidéo)
- 1992 : Alas Smith & Jones (série télévisée)
- 1993 : It's Bizarre! (série télévisée)
- 1993 : Bill Hicks: Revelations (TV)
- 1995 : Crazy for a Kiss (TV)
- 1995 : Now What (TV)
- 1996 : My Friend Joe
- 1997 : Mayday - Flug in den Tod
- 1998 : Émilie de la nouvelle lune ("Emily of New Moon") (série télévisée)
- 1998 : Alptraum im Airport (TV)
- 1999 : I Was a Sixth Grade Alien (série télévisée)
- 2000 : Elizabeth Taylor: England's Other Elizabeth (TV)
- 2000 : Urban Gothic (série télévisée)
- 2000 : Big Sound (en) (série télévisée)

### comme producteur
- 1984 : Alas Smith & Jones (série télévisée)

### comme scénariste
- 1998 : Alptraum im Airport (TV)